# Face to Face (CHEMISTRY專輯)
《Face to Face》（相對論）是日本組合化學超男子於2008年1月30日發行的第五張專輯。

## 解說
- 與前作《fo(u)r》相隔約2年3個月的新原創專輯，收錄單曲《約定的地方》、《遠影 feat. John Legend》《天空的奇跡》、《This Night》、《靜默之川》與《輝煌夜》，其中《約定的地方》與《遠影 feat. John Legend》曾收錄於早前的精選輯《ALL THE BEST》。初回盤為特殊紙盒包裝。
- 專輯的名字《Face to Face》的意思為「CHEMISTRY互相面向對方、面向音樂以及面向歌迷」[1]。專輯封面也跟名字一樣為成員二人互相面向對方。
- 二人出席「Yahoo!Live Talk」時被問到最喜愛專輯內哪首曲目時，堂珍回答「《你的吻》是首讓人感覺懷念，聆聽時感覺不錯的歌曲。」，而川畑則回答「《你的吻》是首清新、溫暖，歌唱時令人感到悲傷的歌曲。而《砂之扉》的歌詞糾纏不清，是首像連續劇一樣的歌」[2]。
- 發售兩天後，50名戴著組合成員二人的面具的「幪面部隊」於涉谷出現為本專造勢，而兩名成員亦現身跟造勢人員逐一握手，並於巨大的專輯宣傳板下合照留念。其後兩名成員現身澀谷HMV店，在店內的宣傳板簽名，讓正好在場的買東西客人都響起巨大的歡呼聲[3]。
- 專輯發行後，以本專為主題的演唱會「CHEMISTRY 2008 Tour "Face to Face"」於全國40個地方巡迴演出45場次[4]。

## 收錄曲
1. -overture-
  - 作曲：谷口尚久 編曲：谷口尚久

序曲。制作下一首歌曲《天空的奇跡》時、同曲所衍生的歌。企劃專輯《Hot Chemistry》約3年以來的專輯序曲。
2. 天空的奇跡
  - 作詞：谷口尚久 作曲：谷口尚久 編曲：CHOKKAKU

第20張單曲。夏普「au AQUOS Mobile W51SH」廣告歌曲。
3. 你的吻
  - 作詞：田中花乃 作曲:谷口尚久 編曲：鹽川滿己

川畑所說，究極的悲傷的中板抒情流行歌曲。唱出不能讓特別的人所看見、男性的軟弱的歌。
4. This Night
  - 作詞：谷口尚久 作曲：谷口尚久 編曲：Tomokazu"T.O.M"Matsuzawa

第21張單曲。TBS・MBS動畫「奔向地球」第2期片尾曲。
5. 砂之扉
  - 作詞：渡邊亜希子 作曲：大智、宮崎誠 編曲：松浦晃久

以大人的戀愛為主題的抒情曲。
6. 約定的地方
  - 作詞：槇原敬之 作曲：槇原敬之 編曲：槇原敬之

第17張單曲。味之素「家樂牌」廣告歌曲。
7. 輝煌夜
  - 作詞：Blaise、Maynard、tax、DICK 作曲：Blaise Plant、Maynard Plant 編曲：CHOKKAKU

第23張單曲。「TOYOTA Presents FIFA Club World Cup Japan 2007」官方主題曲。
8. hold on
  - 作詞：堂珍嘉邦、川畑要、谷口尚久 作曲：堂珍嘉邦、川畑要、谷口尚久 編曲：谷口尚久

原本是要做出玩樂的感覺，但當谷口把歌曲送給堂珍跟川畑後，便讓谷口以實驗的手法替本曲進行混音。以電影「情挑六月花」為主題，三人負責不同部分的作曲與填詞。
9. ai no wa
  - 作詞：川畑要 作曲：川畑要 編曲：鹽川滿己

第21張單曲《This Night》的c/w曲。
10. Daydream
  - 作詞：川畑要 作曲:村山晉一郎 編曲：soundbreakers

融入新傑克搖擺風格的流行歌曲。與《ai no wa》同時期作詞。
11. 遠影 feat. John Legend
  - 作詞：麻生哲郎 作曲：谷口尚久 編曲：谷口尚久

第18張單曲。電影「打獵季節」日語版插曲。
12. deep inside of you
  - 作詞：大智 作曲：大智、宮崎誠 編曲：youwhich
13. 靜默之川
  - 作詞：秋元康 作曲：井上義正 編曲：CHOKKAKU

第22張單曲。電影「象背」主題歌。
14. 心底話
  - 作詞：堂珍嘉邦 作曲：山本加津彦 編曲：谷口尚久

抒情曲。為了提高合聲的完成度，二人在一個小間一同錄音，為本作唯一以這種方式錄音的專輯曲。